# Communication médiatisée
Les communications médiatisées sont les communications humaines qui utilisent un média de communication, comme le téléphone, le mail, un environnement virtuel, etc. Les communications médiatisées sont en opposition aux communications dites "face-à-face", lorsque les interlocuteurs se trouvent dans le même environnement physique. 
De nombreuses études ont montré que le fait d'utiliser un média de communication modifie les interactions sociales entre les interlocuteurs.